# 奧爾沃克斯島

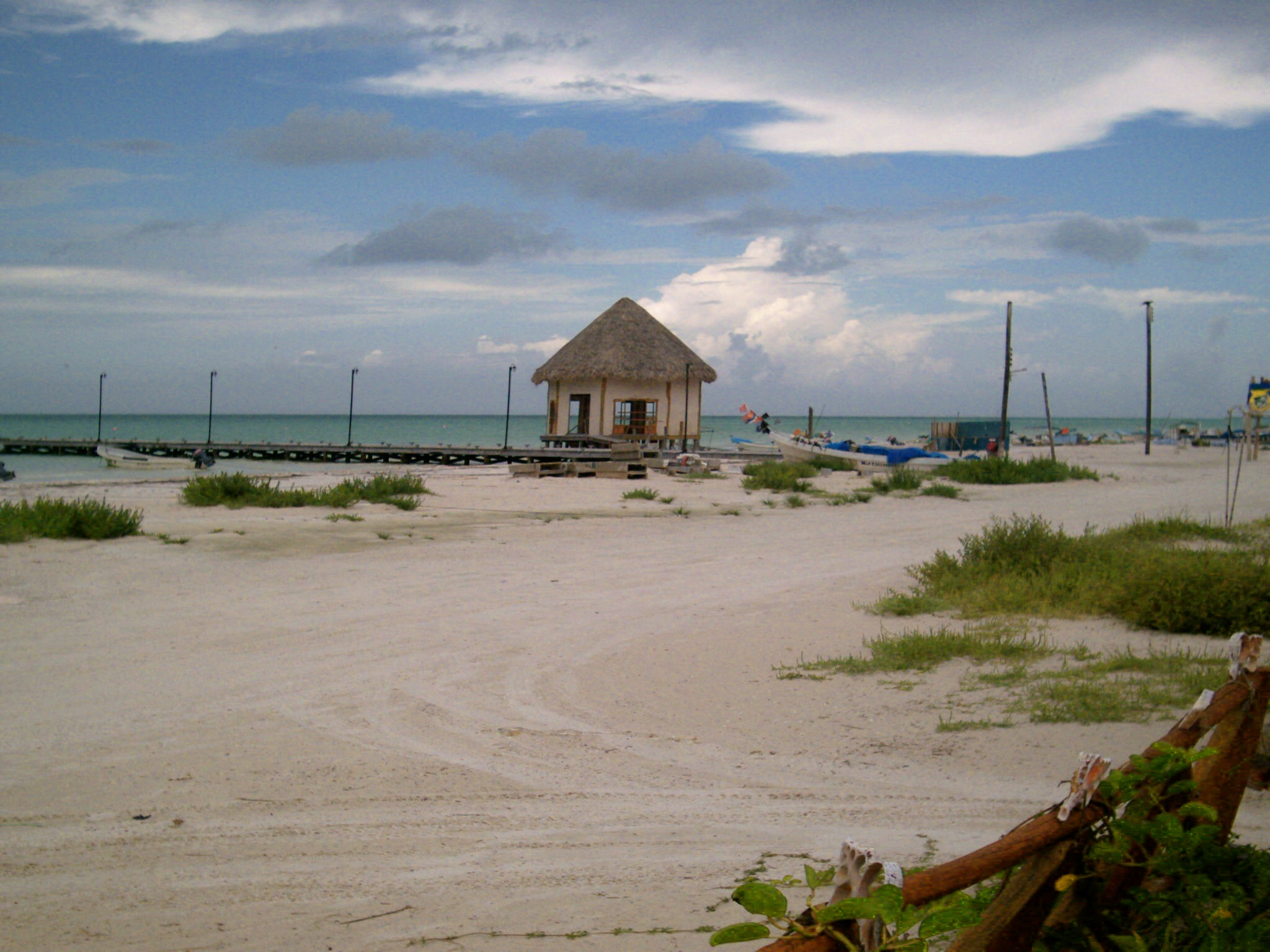

奧爾沃克斯島是墨西哥的島嶼，位於尤卡坦半島北岸的尤卡坦海峽，由金塔納羅奧州負責管轄，長42公里、寬2公里，面積55.948平方公里，2010年人口1,486。

## 外部連結
- Municipality of Lázaro Cárdenas
- （页面存档备份，存于）